# Mocsári cselle
A mocsári cselle (Rhynchocypris percnurus) a sugarasúszójú halak (Actinopterygii) osztályának a pontyalakúak (Cypriniformes) rendjébe, ezen belül a pontyfélék (Cyprinidae) családjába tartozó faj.

## Előfordulása
A mocsári cselle elterjedési területe Lengyelországtól Szibériáig, valamint Japánig terjed.

## Alfajai
Az 5 alfaja közül 3 Európában is megtalálható:
- Rhynchocypris percnurus dybowskii - a Varsó környékén levő kis tavacskákban és a Visztula vízgyűjtőjében található meg.
- Rhynchocypris percnurus gdaniensis - Gdańsk melletti kis tavakban él.
- Rhynchocypris percnurus stagnalis - a középső Volga-vidék tavaiban található meg.

## Megjelenése
A hal testhossza 4-9 centiméter, legfeljebb 18,5 centiméter. A legnagyobb testtömegű példány 100 grammos volt. A nőstények valamivel nagyobbak, mint a hímek. 70-80 kicsi pikkelye van az oldalvonala mentén, amely a testközép után többször is megszakad.

## Életmódja
Kis termetű, élénk mozgású és nagyon szívós rajhal. A kicsi, oxigénben szegény tavacskákban is megél. A vízinövények között tartózkodik. Tápláléka férgek, rovarlárvák, apró rákok és puhatestűek és vízre hullott rovarok.

## Szaporodása
Június - júliusban ívik, ragadós ikrái vízinövényeken tapadnak meg. Az ivadék 10-15 nap múlva kel ki az ikrából. 2-3 évesen válik ivaréretté.

## Felhasználása
A mocsári csellét ipari mértékben halásszák.